# Charles de Hallwin
Charles de Hallwin (en néerlandais : Karel van Halewijn) né vers 1540 et mort en 1591 était un noble et homme de guerre français.

## Biographie

### Origine familiale
Charles de Hallwin naquit, vers 1540, de Anthonis de Hallwin et de Louise de Crèvecœur. Il était seigneur de Piennes/Peene (Noordpeene, Zuytpeene : cf. Piennes) et marquis de Maignelais. 
Il épousa, le 18 janvier 1559, Anne Chabot, fille de Philippe Chabot et de Françoise de Longwy (cette dernière, nièce du roi François Ier). Malgré les nombreux descendants issus de cette union (cf. duché de Piennes (-Onvillers), cette pairie d'Halluin (Maignelay) s'éteignit dès son petit-fils, Charles.

### Carrière militaire
Il participa à tant de sièges et de batailles qu'il eut la réputation d'être le gentilhomme ayant le plus versé de son sang pour ses rois. On le trouva au siège de Thionville en 1558. 
Il combattit d'abord dans le parti protestant sous le commandement du prince de Condé puis l'abandonna, en 1562, après la prise de Rouen et la déclaration du roi qui permettait à ceux de ce parti de se retirer chez eux. Il se mit au service des rois Charles IX et Henri III et devint gouverneur de Metz en 1573.
Le marquisat de Maignelais fut érigé en duché-pairie par lettres de mai 1587, sous le nom de duché d'Hallwin.

### Honneurs et distinctions
Il fut nommé chevalier de l'ordre de Saint-Michel en 1561, puis de l'Ordre du Saint-Esprit lors de la première promotion, le 31 décembre 1578.

## Famille
- Louis de Hallwin, né en 1441, mort le 22 décembre 1519, seigneur de Piennes (Nordpeene, Zuytpeene), Buggenhout, de Maignelais, comte de Guines, il est le premier de cette famille à s'établir en France. En 1471, il est au côté de Charles le Téméraire au siège d'Amiens, en 1472, au siège de Beauvais. En 1474, il est toujours au service de ce prince dans sa conquête de la Lorraine. En 1476, il combat les Suisses. Son père est tué à Nancy au cours des combats contre le duc de Lorraine. Après la mort de Charles le Téméraire, son cousin, Philippe de Crèvecœur, passe au service du roi de France. Il reste au service de Marie de Bourgogne. Fait prisonnier au siège de Saint-Omer par Louis XI, il l'a attiré dans son parti et le faisant conseiller et chambellan, capitaine de Montlhéry, en 1480. Il accompagne Charles VIII dans la première guerre d'Italie et participe à la bataille de Fornoue. Louis XII l'a établi gouverneur et lieutenant général de Picardie, en 1512, après la mort de Jean V de Bruges seigneur de La Gruuthuse. François Ier lui cède le comté de Guines en 1515, puis le nomme bailli et gouverneur de Péronne, Montdidier et Roye, en 1517. Il s'est marié vers 1475 à Jeanne de Ghistelles, dame d'Esquelbecq et de Landreghem,
  - Philippe de Hallwin (mort en 1517), seigneur de Piennes, Saint-Amand, Maignelais, marié avec Françoise de Bourgogne (morte en 1527), dame de Ronsoy, fille de Philippe de Bourgogne, bâtard de Nevers, et de Marie de Roye,
    - Antoine de Hallwin[1] (né en 1505, mort à Thérouanne en 1553), seigneur de Piennes et de Maignelais, grand louvetier de France, chevalier de l'Ordre de Saint-Michel, marié en 1525 à Louise de Crèvecœur, dame de Crèvecœur, de Thiennes et de Thois, veuve de l’amiral de Bonnivet,
      - Jean de Piennes,
      - Jacques de Hallwin (mort en 1552), seigneur de Piennes,
      - Charles de Hallwin (mort en 1591), marquis de Maignelais, marié en 1559 avec Anne Chabot, fille de Philippe Chabot, amiral de France,
        - Antoine de Hallwin (1557-1581), marquis de Maignelay, tue en duel Livarot qui avait participé en 1578 au duel des Mignons, lui-même tué traitreusement le 4 mai 1581 par le laquais de Livarot,
        - Florimond de Hallwin (mort en 1592), marquis de Maignelais, gouverneur de La Fère, tué à La Fère, marié en 1588 à Claude-Marguerite de Gondi,
          - Charles de Hallwin (1591-1598),
          - Anne de Hallwin (morte en 1641), duchesse d'Halluin, mariée en premières noces avec Henri de Nogaret de La Valette, comte de Candale, mais sans enfants, ils se séparent et Anne de Hallwyn se remarie en 1620 avec Charles de Schomberg

        - Robert de Hallwin (mort en 1587), seigneur de Ronsoy, tué à la bataille de Coutras, marié à Diane du Halde,
        - Léonor de Hallwin (mort en 1595), seigneur de Ronsoy, tué à la prise de Doullens par les Espagnols,
        - Charles de Hallwin (mort en 1595), comte de Dinan, tué avec son frère, Léonor, au siège de Doullens,
        - Jeanne de Hallwin (morte en 1585), dame d'honneur de la Reine Catherine de Médicis, mariée avec Philippe d'Angennes (mort en 1590), seigneur du Fargis, gouverneur du Maine et du Perche,
          - Marie d'Angennes, mariée en 1602 avec Antoine de Lenoncourt, seigneur de Marolles,
          - Charles d'Angennes, mariée avec Madeleine de Silly,

        - Louise de Hallwin (morte en 1614), mariée avec François de Brouilly (mort en 1589), seigneur de Mesvilliers,
          - Anne de Brouilly,
          - Charles de Brouilly,
          - Isabelle de Brouilly (morte en 1630)

        - Suzanne de Hallwyn , mariée avec Jacques de Margival, seigneur des Autels,
          - Anne Élisabeth de Margival,
          - Florimond de Margival,

        - Isabelle de Hallwin, mariée en 1588 avec Arnaud de Villeneuve (1563-1614), marquis des Arcs, seigneur de Séranon et de Vidauban, gouverneur de Draguignan,
          - Anne de Villeneuve,
          - Florimond de Villeneuve (1600- ),
          - Charles de Villeneuve (1602- ),
          - Antoine de Villeneuve (1605- ),
          - Annas de Villeneuve (1607-1607),

        - Anne de Hallwin (morte en 1607), mariée avec Gilles Bruslart (mort en 1637), seigneur de Genlis, bailli et gouverneur de Chauny,
          - Florimond Brûlart de Genlis (vers 1602-1685), marquis de Genlis,

      - Louise de Hallwin (1532-1584)[2], mariée en 1556 avec Philibert de Marcilly (1520- ), seigneur de Cipierre, gouverneur d'Orléans, Berry, Blaisois et Pays Chartrain,
        - Catherine de Marcilly (1560- ),

      - Marguerite de Hallwin, dame d'Arry, mariée en premières noces à Antoine d'Auxy, mariée en secondes noces avec Claude II de Crevant,
      - Jeanne de Hallwin (1529 ou 1530-1580), fille d'honneur de Catherine de Médicis de 1547 à 1557, François de Montmorency en tombe amoureux et ils se marient secrètement. Ce mariage doit être rompu pour permettre le mariage de François de Montmorency avec Diane de France. Elle se remarie en 1557 avec Florimond III Robertet, baron d'Alluye (mort en 1569), Secrétaire d'État,
        - Étienne Roberdet d'Alluye.

  - Jean de Hallwin, seigneur d'Esquelbecq, marié en 1506 avec Jeanne Mauchevalier,
  - François de Hallwin (mort en 1538), évêque d'Amiens en 1503,
  - Jeanne de Hallwin, mariée à André (1459-1519), seigneur de Rambures et de Dompierre, sénéchal du Ponthieu et grand-maître des eaux et forêts de Picardie,
  - Louise de Hallwin, mariée à Antoine d'Ailly (mort en 1465), seigneur de Varennes, de la famille des Vidames d'Amiens et des seigneurs de Picquigny,
  - Françoise de Hallwin (morte vers 1523, mariée avec Louis de Roncherolles, seigneur de Hugueville, baron de Pont-Saint-Pierre. On trouve une représentation des armes des familles de Hallwin de Piennes (Hallewin, Halluin) et Ghistelles dans le Livre d'heures de Louis de Roncherolles[3].